# Andrzej Guttfeld
Andrzej Guttfeld (ur. 8 lipca 1941 w Toruniu, zm. 27 marca 2017) – polski malarz, nauczyciel akademicki oraz profesor zwyczajny Wydziału Sztuk Pięknych Uniwersytetu Mikołaja Kopernika w Toruniu (UMK).

## Życiorys
W latach 1963–1968 studiował na Wydziale Sztuk Pięknych UMK, dyplom uzyskując w pracowni prof. Bronisława Kierzkowskiego. Od 1975 był pracownikiem tegoż Wydziału, w latach 1998–2011 pełniąc funkcję kierownika Zakładu Kształcenia Artystycznego w Instytucie Zabytkoznawstwa i Konserwatorstwa. Od 2001 był profesorem zwyczajnym. Jako malarz brał udział w blisko 50 wystawach indywidualnych i około 100 zbiorowych. Był między innymi laureatem Grand Prix Międzynarodowego Biennale Pasteli w 1998. Andrzej Guttfeld był również członkiem założycielem Stowarzyszenia Pastelistów Polskich w Nowym Sączu oraz członkiem Stowarzyszenia Twórczego POLART w Krakowie. Zmarł 27 marca 2017 i został pochowany na cmentarzu parafialnym przy ul. Wybickiego w Toruniu.